# Chant de joie
Chant de joie, H.47, est une courte pièce orchestrale d'Arthur Honegger. Composée en 1923, elle a été créée le 17 avril 1923 sous la direction d'Ernest Ansermet à Genève. Elle est dédiée à Maurice Ravel.

## Analyse
Sur une forme ternaire A B A, l'orchestre expose deux thèmes qui seront repris en triple canon dans la partie conclusive, le tout dans une atmosphère joyeuse et pleine d'entrain.
La durée moyenne d'exécution de l'œuvre est de sept minutes environ.

## Instrumentation
La pièce est instrumentée pour orchestre symphonique :
| Instrumentation de Chant de joie                                                                             |
| Bois |
| 1 piccolo, 2 flûtes, 2 hautbois, 1 cor anglais, 2 clarinettes, 1 clarinette basse, 2 bassons, 1 contrebasson |
| Cuivres |
| 4 cors, 3 trompettes, 3 trombones, 1 tuba                                                                    |
| Percussions                                                                                                  |
| cymbale suspendue, grosse caisse                                                                             |
| Claviers / cordes pincées                                                                                    |
| célesta, harpe                                                                                               |
| Cordes |
| premiers violons, seconds violons, altos, violoncelles, contrebasses                                         |